# Kostelní Myslová
Kostelní Myslová (en allemand : Kirch Mislau) est une commune du district de Jihlava dans la région de Vysočina, en République tchèque. Sa population s'élevait à 78 habitants en 2024.

## Géographie
Kostelní Myslová se trouve à 5 km au sud-sud-ouest de Telč, à 31 km au sud-sud-ouest de Jihlava et à 126 km au sud-est de Prague.
La commune est limitée par Borovná, Horní Myslová et Telč au nord, par Černíč à l'est et au sud-est, par Zadní Vydří au sud et par Mysletice à l'ouest.

## Histoire
La première mention écrite de la localité date de 1235.

## Transports
Par la route, Kostelní Myslová se trouve à 5 km de Telč, à 34 km de Jihlava et à 137 km de Prague.